# سینت اندروز، نیو ساوت ولز
سینت اندروز (به انگلیسی: St Andrews) یک حومه شهر در استرالیا است که در نیو ساوت ولز واقع شده‌است.